# Christoph Letkowski
Christoph Letkowski, es un actor y músico alemán.

## Biografía
Christoph habla con fluidez inglés y ruso.
En el 2002 se unió al "Schauspielausbildung an der Hochschule für Musik und Theater Felix Mendelssohn Bartholdy" en Leipzig, en donde se graduó en el 2006.

## Carrera
Es cantante y guitarrista de la banda de pop "Volkskind".
En el 2011 interpretó a Sigi Klein, un joven estudioso de la historia y la filosofía en la película Die lange Welle hinterm Kiel.
En el 2012 dio vida al caballero Berthold von Rabenburg en la película Die Schöne und das Biest.
Ese mismo año apareció en la película italiana Diaz: Don't Clean Up This Blood donde interpretó al estudiante Rudy.
En el 2013 apareció en la serie de detectives Nachtschicht donde interpretó al comisionado Yannick Kruse; también interpretó al enfermero Robin en la película Feuchtgebiete.
Ese mismo año junto con el músico Ilker Aydin crearon el proyecto musical "ilker & christoph" donde sus canciones son una mezcla de pop, folk e indie. En agosto crearon la banda "Von Eden": su canción "Land in Sicht" fue parte de la banda sonora de la película Feuchtgebiete.
En el 2014 apareció como invitado en un episodio de la serie Tatort donde interpretó al patrullero David Förster, anteriormente había aparecido por primera vez en la serie en el 2010 donde interpretó a Kai Mauvier durante el episodio "Borowski und eine Frage von reinem Geschmack", dos años después volvió a aparecer en la serie ahora interpretando a Lars Reichardt en "Scherbenhaufen" y al banquero Andreas Dobler en el episodio "Die Ballade von Cenk und Valerie"

## Filmografía[1]

### Series de Televisión
| Año              | Título                                   | Personaje        | Notas                               |
| ---------------- | ---------------------------------------- | ---------------- | ----------------------------------- |
| 2013, 2015, 2016 | Nachtschicht                             | Yannick Kruse    | 4 episodios                         |
| 2016             | Tatort                                   | Rocky Kovac      | episodio "Zorn Gottes"              |
| 2015             | Blochin: Die Lebenden und die Toten      | Yorik Geier      | episodio "2. Kapitel"               |
| 2015             | Männer! Alles auf Anfang                 | Joris Petersen   | 7 episodios                         |
| 2014             | Tatort                                   | David Förster    | episodio "Brüder"                   |
| 2013             | Alarm für Cobra 11 - Die Autobahnpolizei | Eddie Rohde      | episodio "Geld regiert die Welt"    |
| 2013             | Ein Fall für zwei                        | Pit Egger        | episodio "Letzte Worte"             |
| 2013             | Der letzte Bulle                         | Henry Glanert    | episodio "Feuer und Flamme"         |
| 2013             | SOKO Leipzig                             | Daniel Heuer     | episodio "Gefrorenes Blut"          |
| 2012             | SOKO Wismar                              | Anselm Allweede  | episodio "Tot im Beton"             |
| 2012             | Mord mit Aussicht                        | Felix Brinkmann  | episodio "Henghasch"                |
| 2012             | Die Draufgänger                          | Simon Ittersheim | episodio "Tränenmeer"               |
| 2011             | Countdown - Die Jagd beginnt             | Marco Hartmann   | episodio "Der Bruch "               |
| 2008             | Gute Zeiten, schlechte Zeiten            | Torben           | episodio # 1.3937                   |
| 2008             | Küstenwache                              | Tabernero        | episodio "Die Abrechnung"           |
| 2007             | In aller Freundschaft                    | Kai Brühl        | episodio "Gib frei, was du liebst!" |

### Películas
| Año  | Título                                  | Personaje              | Notas                                                                                   |
| ---- | --------------------------------------- | ---------------------- | --------------------------------------------------------------------------------------- |
| 2015 | Winnetous Sohn                          | Torsten                | junto a Alice Dwyer, Tristan Göbel & Lorenzo Germeno                                    |
| 2015 | Villa mit Pinien                        | Lion                   | corto - junto a Johanna von Gagern & Paolo Masini                                       |
| 2014 | Trennung auf Italienisch                | Felix                  | junto a Julia Brendler, Stephan Luca, Bettina Zimmermann & Edoardo Purgatori            |
| 2013 | Feuchtgebiete                           | Robin                  | junto a Carla Juri, Marlen Kruse, Meret Becker y Peri Baumeister                        |
| 2013 | 300 Worte Deutsch                       | Marc                   | junto a Nadja Uhl, Arzu Bazman, Navid Navid & Pegah Ferydoni                            |
| 2012 | Die Schöne und das Biest                | Berthold von Rabenburg | junto a Cornelia Gröschel, Maximilian Simonischek & Johannes Silberschneider            |
| 2012 | Bella Australia                         | Erik                   | junto a Lotte Flack, Thomas Sarbacher, Juliane Köhler & Thomas Heinze                   |
| 2012 | Diaz: Don't Clean Up This Blood         | Rudy                   | junto a Claudio Santamaria, Jennifer Ulrich, Elio Germano & Fabrizio Rongione           |
| 2012 | Scherbengericht                         | -                      | junto a Caroline Fricke, Silvia Giehle, Natalya Bondar & Frank Hoffmann                 |
| 2011 | Unten Mitte Kinn                        | Bastian                | corto - junto a Kathleen Morgeneyer, Anne Müller, Luise Berndt & Konstantin Frolov      |
| 2011 | Weisst du eigentlich dass ganz viele... | Freund                 | corto - junto a Odine Johne, Christian Blümel, Thorsten Merten & Marianne Sonneck       |
| 2011 | Carl the Caretaker                      | Christian/Carl         | corto - junto a Liljana Elges, Andreas Frakowiak, Christian Furrer & Frank Streffing    |
| 2011 | Die lange Welle hinterm Kiel            | Sigi Klein             | junto a Mario Adorf, Veronica Ferres, Christiane Hörbiger & Markus von Lingen           |
| 2010 | Das Blaue vom Himmel                    | Tim                    | corto - junto a Marie Rosa Tietjen , Roland Florstedt & Michael Marwitz                 |
| 2010 | Das blaue Licht                         | Soldado Jakob          | junto a Christian Tramitz, Reiner Schöne, Veronica Ferres & Gideon Finimento            |
| 2009 | Parkour                                 | Richie                 | junto a Nora von Waldstätten, Marlon Kittel, Arved Birnbaum & Constantin von Jascheroff |
| 2009 | Chaostage                               | Mitch                  | junto a Ben Becker, Christian Beuter, Stipe Erceg, Ulrich Faßnacht & Uwe Fellensiek     |
| 2008 | Die Hitzewelle - Keiner kann entkommen  | Gunnar                 | junto a Susanna Simon, Johannes Brandrup, Guido Broscheit & Rolf Kanies                 |
| 2006 | Eine Stadt wird erpresst                | Ernst Patschke         | junto a Uwe Kockisch, Misel Maticevic, Julia Blankenburg & Thomas Neumann               |

### Teatro
| Año        | Obra                             | Personaje         | Directores (a)                 | Teatro            | Notas                                                    |
| ---------- | -------------------------------- | ----------------- | ------------------------------ | ----------------- | -------------------------------------------------------- |
| 2011, 2013 | Kuba Beach                       | -                 | Carolin Mylord                 | -                 | junto a Andreas Deinert, Jorres Risse & Christopher Nell |
| 2011, 2013 | Die Spanische Fliege             | Dr. Fritz Gerlach | Herbert Fritsch                | -                 | -                                                        |
| 2011       | Kean                             | -                 | Frank Castorf                  | -                 | -                                                        |
| 2010       | Quai West                        | -                 | Werner Schoeter                | -                 | -                                                        |
| 2010       | Nord                             | -                 | Frank Castorf                  | -                 | -                                                        |
| 2010       | Waiting for Gogard               | -                 | Philippe Vincent               | -                 | -                                                        |
| 2008, 2010 | F. Off, America                  | -                 | Frank Castorf                  | -                 | -                                                        |
| 2009       | Vögel Ohne Grenzen               | -                 | Jerôme Savary                  | -                 | junto a Andreas Frakowiak, Anne Lebinsky & Jorres Risse  |
| 2009       | Die Umsiedlerin                  | -                 | Erick Tunk                     | -                 | -                                                        |
| 2009       | Der Mann Mit Dem Goldenen Gebiss | Leleco/Zahnarzt   | Lydia Bunk                     | -                 | junto a Jorres Risse & Robert Gallinowski                |
| 2007, 2009 | Eins Auf Die Fresse              | -                 | Rüdiger Wandel                 | Grips-Theater     | -                                                        |
| 2007, 2008 | B-Junged                         | -                 | Gabriel Frericks               | Grips-Theater     | -                                                        |
| 2008       | Die Massnahme/Mauser             | -                 | Frank Castorf                  | -                 | -                                                        |
| 2008       | Epstein Epitaph                  | -                 | Mark Ottiker                   | -                 | -                                                        |
| 2006, 2008 | Schöne Neue Welt                 | John              | Matthias Davids                | Grips-Theater     | -                                                        |
| 2006, 2008 | Cengiz & Locke                   | -                 | Frank Panhans                  | Grips-Theater     | -                                                        |
| 2007       | Frühling                         | -                 | Johannes Müller                | -                 | -                                                        |
| 2007       | Endstation Amerika               | -                 | Frank Castorf                  | -                 | -                                                        |
| 2007       | Linie 1                          | -                 | Wolfgang Kolneder              | Grips-Theater     | -                                                        |
| 2006       | Pinkelstadt                      | -                 | Uwe Dag Berlin                 | Theater Chemnitz  | -                                                        |
| 2005, 2006 | Schade, Dass Sie Eine Hure War   | -                 | Sascha Havermann               | Theater Chemnitz  | -                                                        |
| 2005, 2006 | Fiesco                           | -                 | Katja Paryla                   | Theater Chemnitz  | -                                                        |
| 2005, 2006 | Swinging St. Pauli               | -                 | Christian von Götz             | Theater Chemnitz  | -                                                        |
| 2004, 2006 | Sonnenallee                      | -                 | Ralf Reichel                   | Theater Chemnitz  | -                                                        |
| 2004       | Meuterei auf der Bounty          | John Fryer        | Jan Jochimsky & Stefan Ebeling | Theater Leipzig   | -                                                        |
| 2001       | Albert Speer                     | -                 | Alexander Lang                 | Hans-Otto-Theater | -                                                        |

## Premios y nominaciones
| Año  | Categoría        | Premio                           | Película         | Resultado |
| ---- | ---------------- | -------------------------------- | ---------------- | --------- |
| 2011 | Best Young Actor | Förderpreis Deutscher Film Award | Unten Mitte Kinn | Nominado  |
| 2010 | Best Young Actor | Günter Strack TV Award           | Parkour          | Nominado  |